# Forteresse d'Ostrožac
La forteresse d'Ostrožac est située en Bosnie-Herzégovine, sur le territoire du village d'Ostrožac et dans la municipalité de Cazin. Mentionnée pour la première fois en 1286, elle est inscrite sur la liste des monuments nationaux de Bosnie-Herzégovine.
La possession de la forteresse est toujours disputée, les habitants de la région sont autorisés à s'en servir comme lieu de concerts et de divertissements. Elle est restaurée petit à petit.

## Localisation

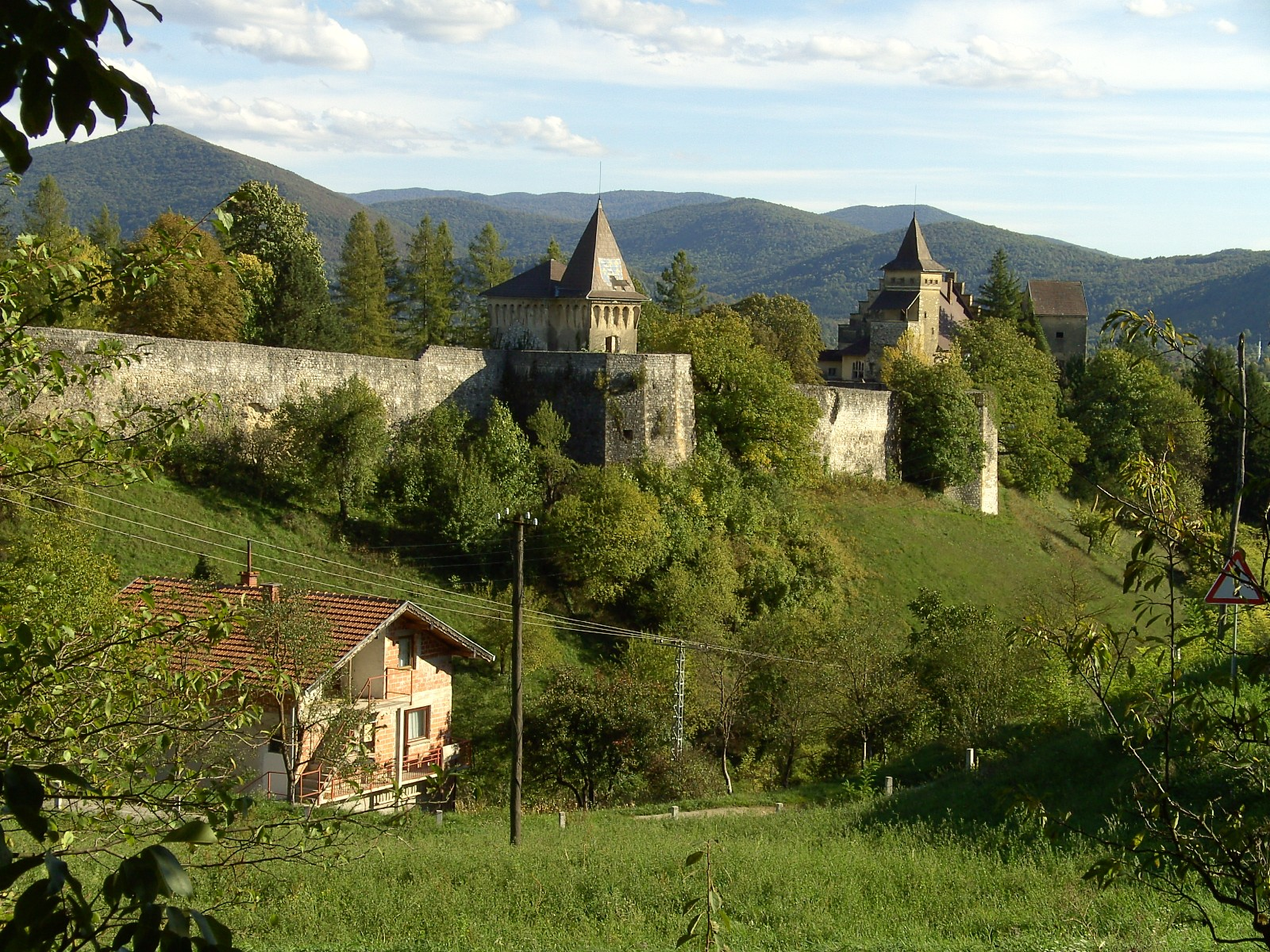
Autre vue de la forteresse